# وگلیو
وگلیو (به ایتالیایی: Veglio) یک منطقهٔ مسکونی در ایتالیا است که در استان بیه‌لا واقع شده‌است.

## خصوصیات
وگلیو ۶٫۸ کیلومترمربع مساحت و ۶۴۳ نفر جمعیت دارد.